# Norodom Sihamoni

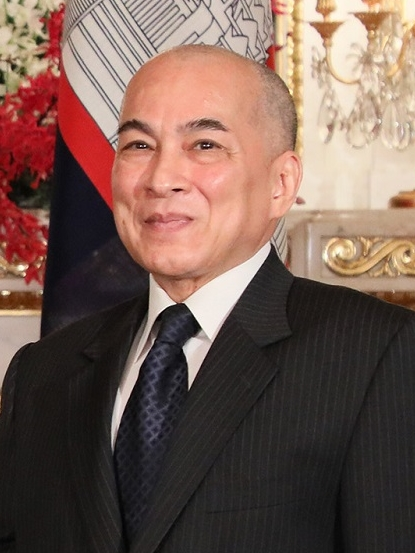
Norodom Sihamoni, 2019

Majesty Preah Bat Samdech Preah Boromneath Norodom Sihamoni (Khmer សម្ដេច ព្រះបរមនាថ នរោត្ដម-សីហមុនី, kurz នរោត្ដម-សីហមុនី; * 14. Mai 1953 in Phnom Penh) ist seit 2004 König von Kambodscha. In diesem kambodschanischen Namen lautet der Nachname Norodom, gemäß kambodschanischem Brauch sollte diese Person mit dem Vornamen Sihamoni angesprochen werden. Er ist das älteste gemeinsame Kind von König Norodom Sihanouk und Königin Norodom Monineath.

## Leben
Seine frühe Kindheit verbrachte Norodom Sihamoni in Kambodscha. Im Alter von neun Jahren wurde er zur weiteren Ausbildung in die Tschechoslowakei, nach Prag, gesandt und verbrachte dort die nächsten 13 Jahre seines Lebens. Unter anderem erhielt er dort auch Ballettunterricht. 1967 spielte er im Film Le petit prince (Der kleine Prinz), den sein Vater drehte, der sich immer wieder als Filmemacher betätigte. Zugleich setzte er seine tänzerische Ausbildung in der Tschechoslowakei fort und wurde dort 1971 mit dem „1. Nationalpreis für klassischen Tanz“ ausgezeichnet. Seine weiteren künstlerischen Studien führten ihn in die Sowjetunion und nach Nordkorea, wo er 1976 ein Diplom für Kinematografie erhielt.

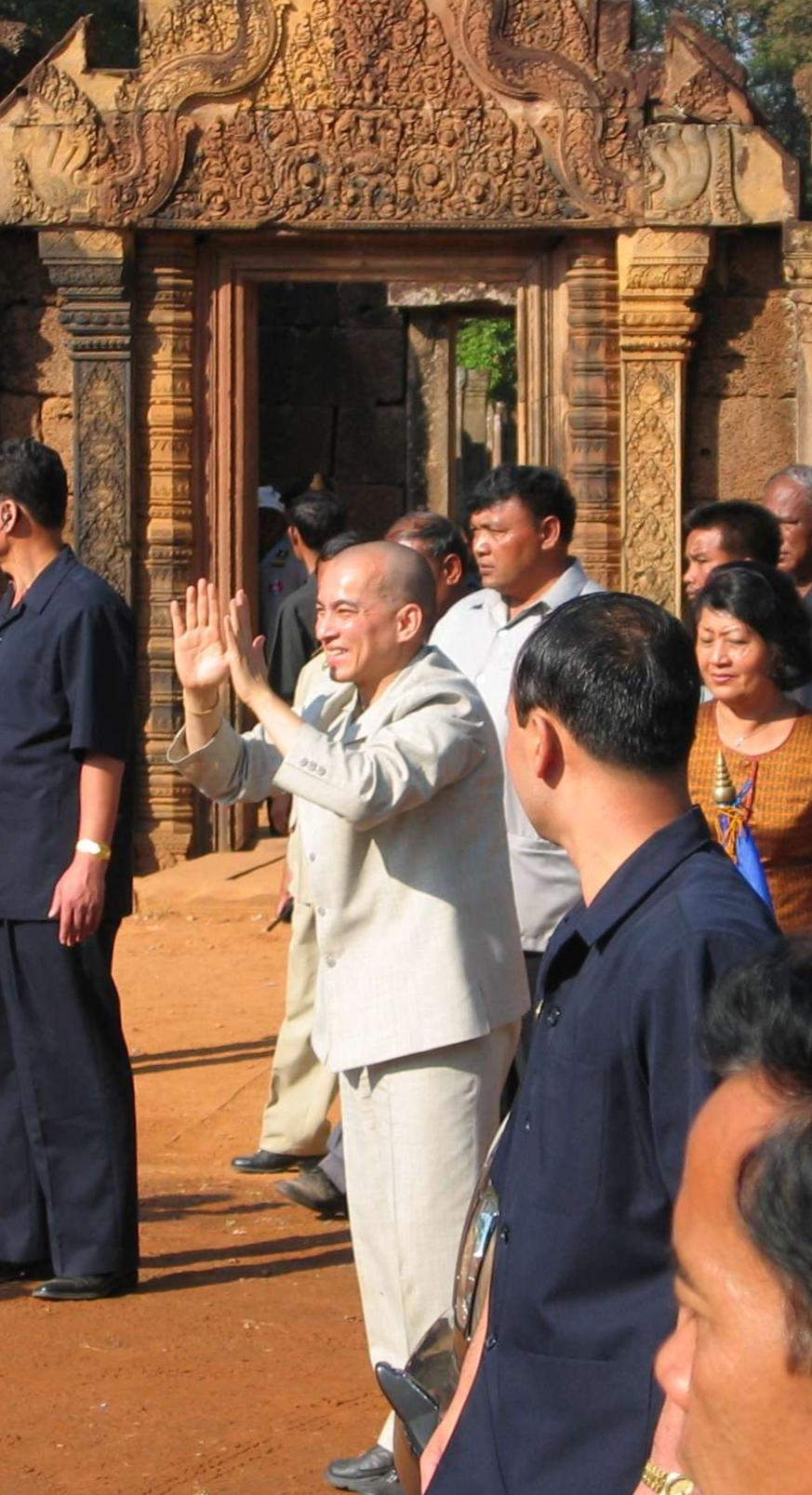
Norodom Sihamoni (Banteay Srei, Angkor, 2004)

1976 kehrte er, kurz nachdem die Roten Khmer die Macht ergriffen hatten, nach Kambodscha zurück, wo er mit den anderen Mitgliedern der königlichen Familie unter Hausarrest gestellt wurde. Erst 1978 konnte die Familie im Zuge des Einmarsches der vietnamesischen Truppen nach Peking (Volksrepublik China) ausreisen.
Drei Jahre später, 1981, übersiedelte Norodom Sihamoni nach Paris (Frankreich) und wurde Lehrer am Konservatorium „Gabriel Fauré“. Daneben gründete er eine eigene Tanzgruppe, das „Ballet Deva“. Seit 1993 war er Botschafter Kambodschas bei der UNESCO in Paris.
Am 14. Oktober 2004 wurde Norodom Sihamoni von dem neun Mitglieder umfassenden Thronrat zum König bestimmt. Seine Wahl wurde vom kambodschanischen Ministerpräsidenten Hun Sen und vom Sprecher der Nationalversammlung Prinz Norodom Ranariddh (einem älteren Halbbruder von Norodom Sihamoni) unterstützt (beide sind von Amts wegen Mitglieder des Thronrates).
Die Krönung erfolgte am 29. Oktober 2004 in Phnom Penh.
Am 14. Dezember 2006 besuchte der König Deutschland und wurde von Bundespräsident Horst Köhler empfangen.
Am 20. September 2006 erhielt er die Ehrenbürgerschaft Prags.
2008 wurde er zum auswärtigen Mitglied der Académie des Inscriptions et Belles-Lettres gewählt.
Norodom Sihamoni ist unverheiratet und kinderlos. Neben seiner Muttersprache Khmer spricht er auch Tschechisch, Russisch, Französisch und Englisch.